# Eopenthes muticus
Eopenthes muticus är en skalbaggsart som beskrevs av Sharp 1908. Eopenthes muticus ingår i släktet Eopenthes och familjen knäppare. Inga underarter finns listade i Catalogue of Life.